# Ramón Miralles
Ramón Miralles Sarrión (Játiva, Valencia, España, 27 de diciembre de 1936) es un exfutbolista español que se desempeñaba como delantero.

## Clubes
| Club                    | País   | Año       |
| ----------------------- | ------ | --------- |
| Valencia C. F. Mestalla | España | 1959-1961 |
| Valencia C. F.          | España | 1960-1961 |
| Córdoba C. F.           | España | 1961-1965 |
| R. C. D. Español        | España | 1965-1968 |
| Granada C. F.           | España | 1968-1970 |
| Ontinyent C. F.         | España | 1970-1971 |